# 宝泉院
宝泉院（ほうせんいん）は、京都市左京区大原勝林院町にある天台宗の寺院。大原寺勝林院の塔頭。山号は魚山。本尊は阿弥陀如来。天台宗の三門跡寺院の1つである三千院の参道奥にある。

## 歴史
実光院とともに大原寺勝林院の塔頭の一つとして創建される。『声明目録』を著すなど声明の大家として知られる宗快法印によって嘉禎年間（1235年 - 1238年）に創建され、当初は了性坊と呼ばれていた。了性坊は文正年間（1466年 - 1467年）まで記録に残るが以降は断絶したとされる。
『両院僧坊歴代記』によれば宝泉坊として改めて再建をしたのは幸淵（1477年 - 1559年）である。幸淵の名が記録にでるのは元亀2年（1571年）9月の後土御門天皇三回忌の御懺法講の記録からであり、これは書院の再建年代として伝わる年代と合致する。このため、幸淵が了性坊の旧蹟に新たな坊を再興したのは元亀年間（1570年 - 1573年）初頭であると考えられる。
正徳6年（1716年）5月に宝泉院と改められた。

## 庭園
盤桓園（ばんかんえん）、鶴亀庭園、宝楽園という3つの庭園を有する。盤桓園は「立ち去りがたい」という意味を持ち、書院の柱や鴨居を額に見立てて鑑賞することから「額縁庭園」という名でも親しまれている。樹齢約700年の「五葉の松」は庭園の南側に生息する。樹高は11m、枝張りは南北11.5m、東西14mで、樹冠はほぼ扇形である。根回りは425cmで地表部と高さ1m程の部分で幹が分かれる。3本の幹のうち中央が最も大きく樹冠の大部分を占める。樹勢も旺盛であり、ゴヨウマツの大木として貴重なものであることから「宝泉院のゴヨウマツ」は1991年（平成3年）4月、京都市の天然記念物に登録される。ゴヨウマツは、三上山（近江富士）を象ったとされている。高浜虚子はこの松を「大原や 無住の寺の 五葉の松」と詠んだ。拝観客は、盤桓園・五葉の松の見える座敷に通され、境内入口で渡されたお抹茶券と交換に一服の抹茶と茶菓子を供される。
玄関の左側には江戸時代中期に作られた鶴亀庭園があり、池と蓬萊山を象った亀石が配置されている。鶴亀庭園には樹齢300年の沙羅双樹が植わっている。
2005年（平成17年）3月には枯山水庭園の宝楽園が完成した。庭園作家の園冶（えんや）が造園し、山形県や長野県などから約300トンの石を運んでいる。

## 境内
- 書院 - 当院の本堂でもある。文亀2年（1502年）再建。廊下の天井は、慶長5年（1600年）に伏見城の戦いで自刃した、徳川家康の家臣鳥居元忠らを供養するために板間を天井板に使用した血天井となっている[6]。この「血天井」は、関ヶ原の戦いの前哨戦となった伏見城の戦いの際に徳川氏家臣鳥居元忠以下数百名が自刃した伏見城の床板であり、その霊を供養するため天井板としているものである。
- 客殿 - 脇に置かれている水琴窟はサヌカイトを使用しており、二連式の珍しい構造をもつ。理智不二の名があり、密教の教理を音色で伝えるものとされる[1]。
- 庫裏
- 庭園「盤桓園」 - 額縁庭園として知られる。
- ゴヨウマツ（京都市指定天然記念物）
- 庭園「鶴亀庭園」 - 池泉回遊式庭園。
- 庭園「宝楽園」 - 枯山水庭園。2005年（平成17年）3月に園冶（えんや）により作庭。
- 茶室「日新庵」 - 1905年（明治38年）に建てられたもので、2013年（平成25年）に現在地に移された。
- 法然上人衣掛けの石 - 後の時代に現在地に移された。
- 山門

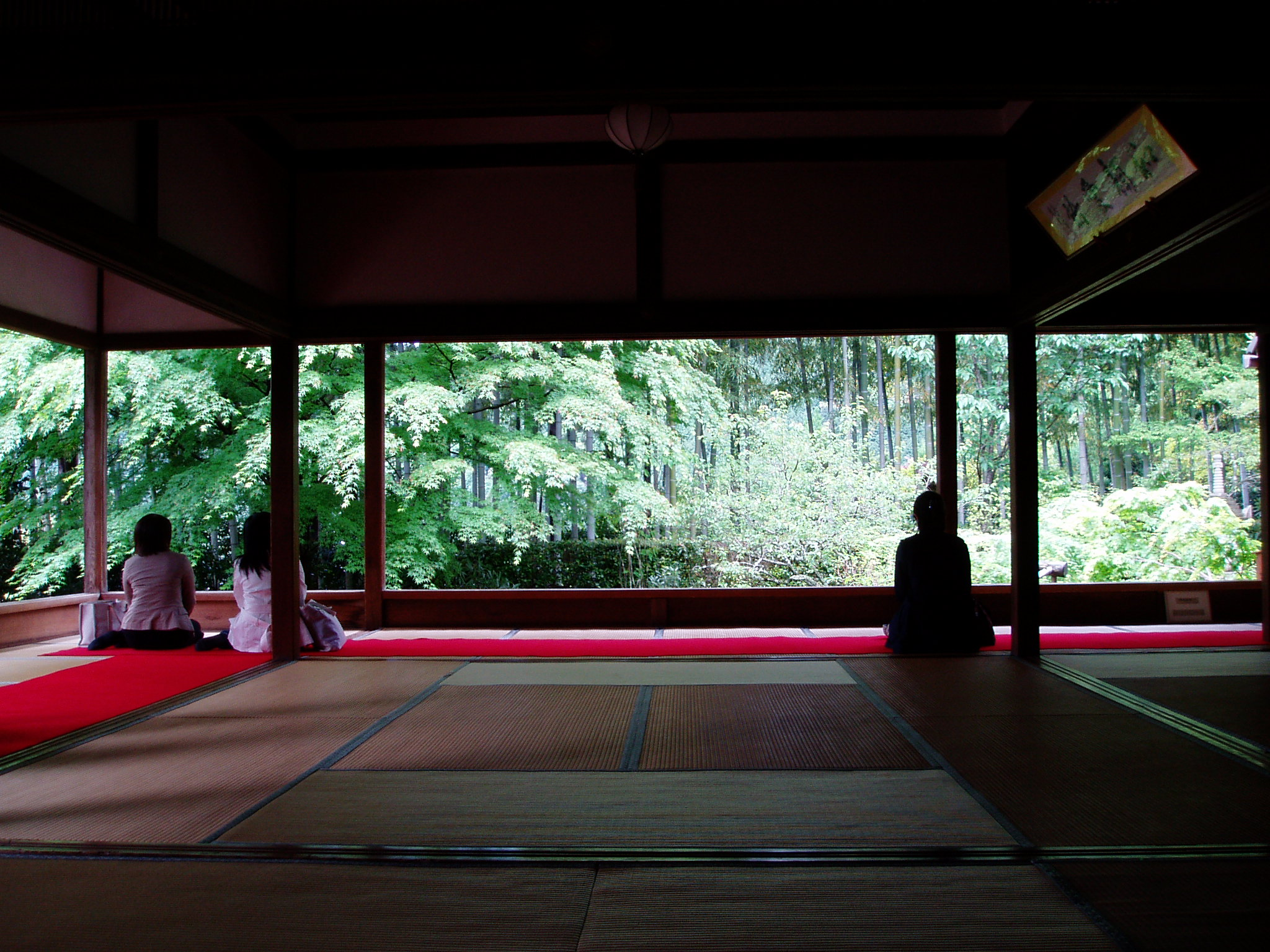
額縁の庭園
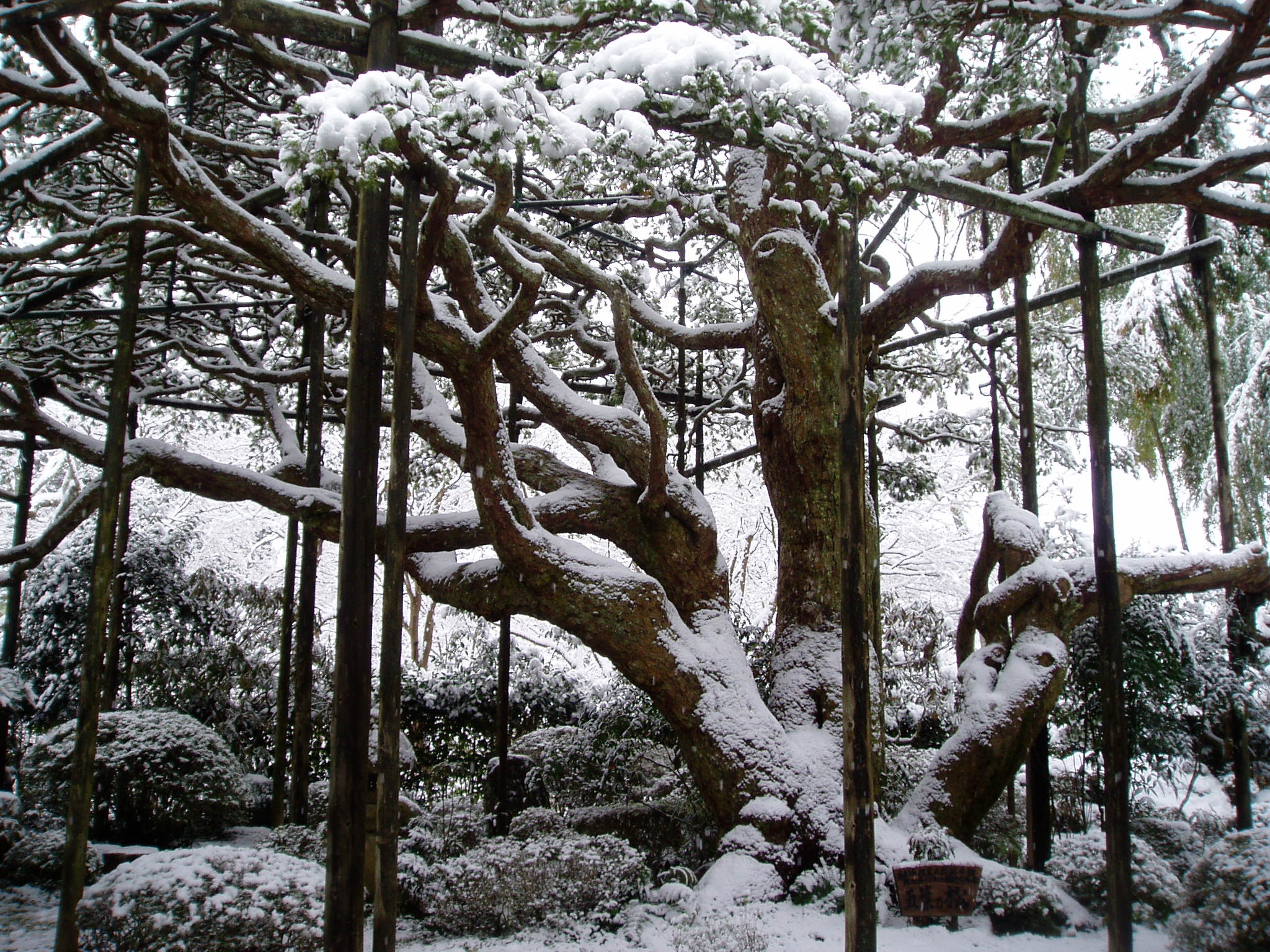
五葉の松（冬）
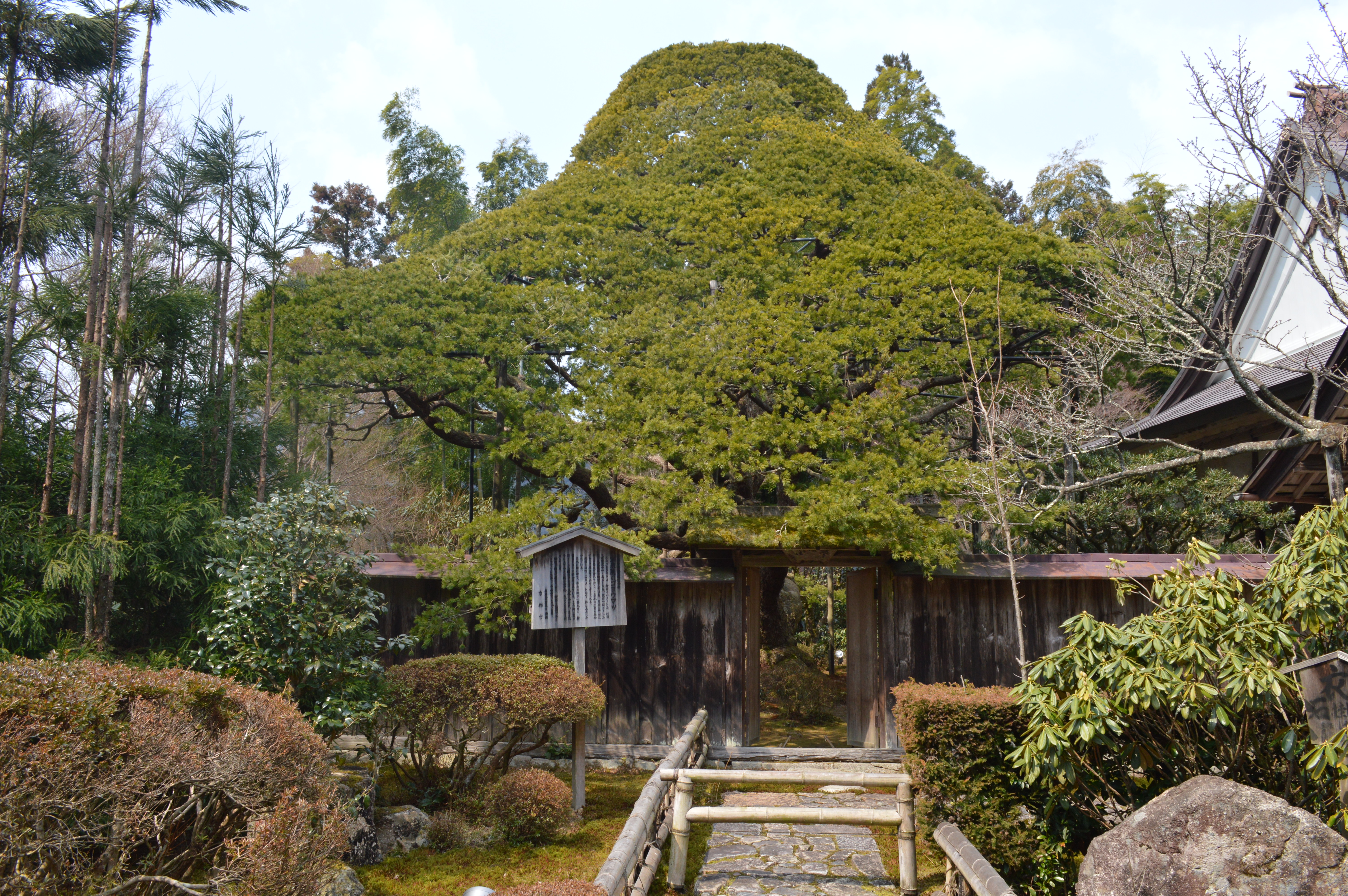
玄関側から見た五葉の松
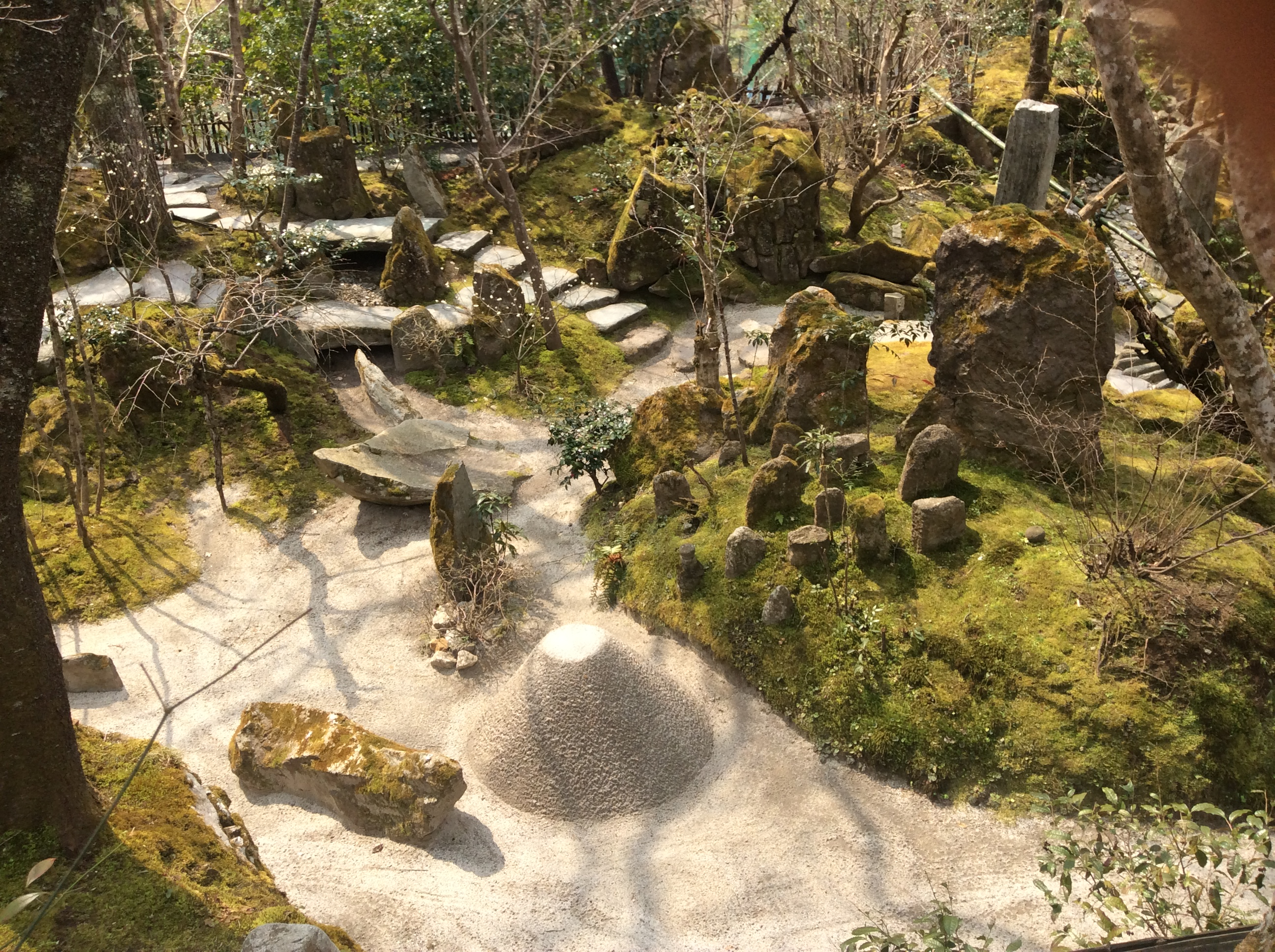
宝楽園
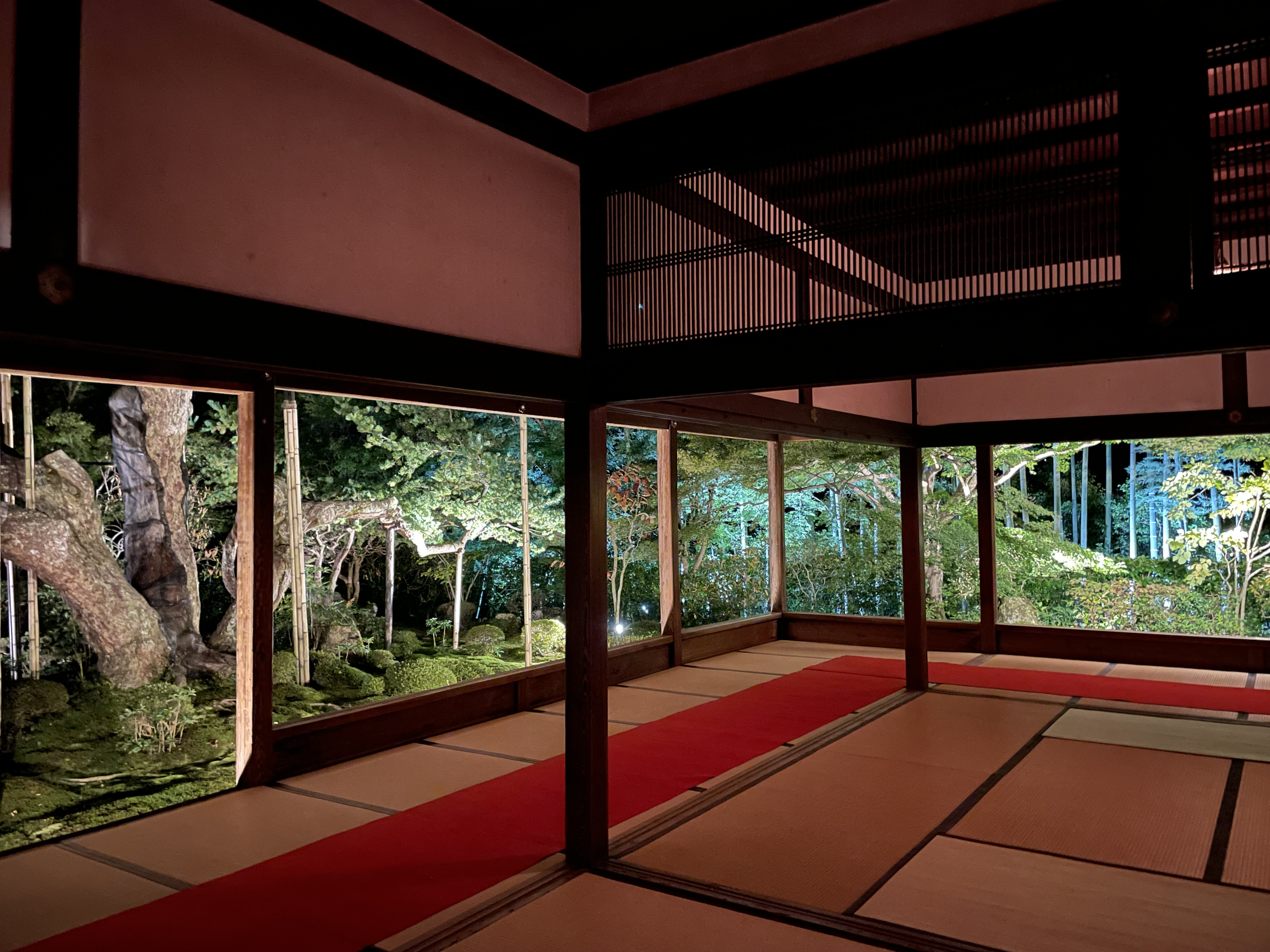
夜間ライトアップ

## 文化財

### 京都市指定天然記念物
- 宝泉院のゴヨウマツ - 1991年（平成3年）4月指定。

## 外部サイト
宝泉院.net